# Vladislav Valiev
Vladislav Valiev (en russe : Владислав Валиев, né le 25 avril 1993) est un lutteur libre russe.

## Carrière
Il est médaillé de bronze des moins de 86 kg aux Championnats du monde de lutte 2017.
Il remporte le titre européen des moins de 86 kg en 2019.